# Aleksej Chovanskij
Aleksej Chovanskij (in russo Алексей Хованский?; 9 giugno 1987) è uno schermidore russo, vincitore di una medaglia di bronzo ai campionati mondiali di scherma.

## Palmarès
- Mondiali di scherma

Adalia 2009: bronzo nel fioretto individuale.
- Europei di scherma

Gand 2007: argento nel fioretto a squadre.
Kiev 2008: argento nel fioretto a squadre.
Plovdiv 2009: argento nel fioretto a squadre.
Lipsia 2010: argento nel fioretto a squadre.